# Decanato patriarcale del Turkmenistan

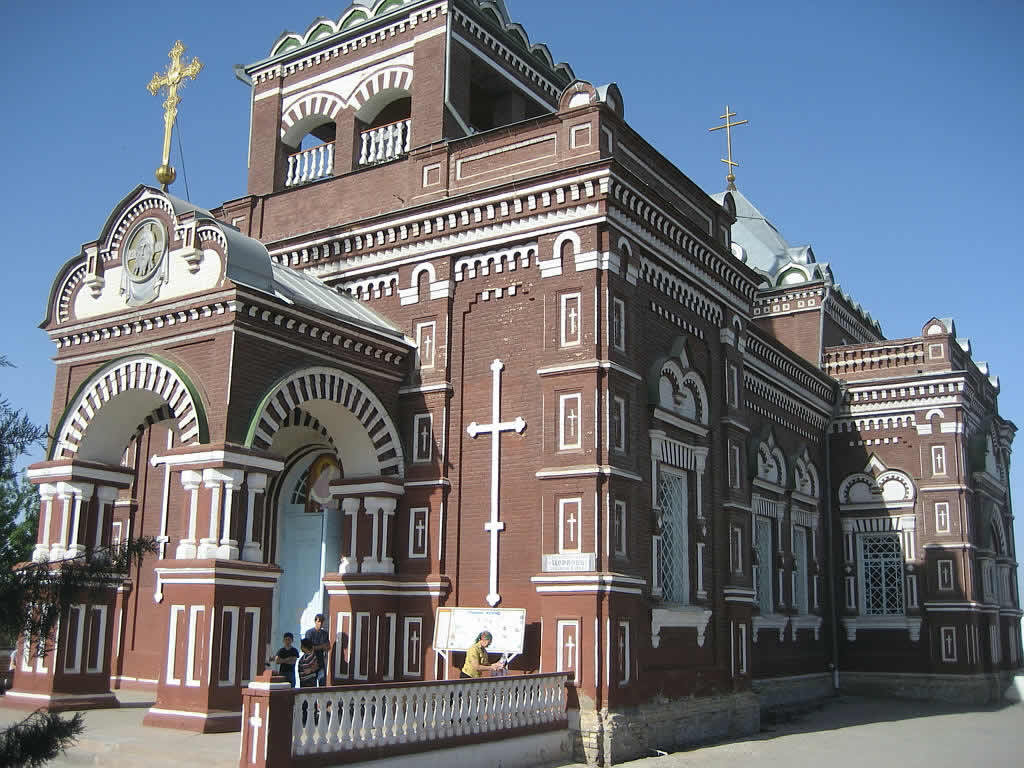
La Chiesa dell'Intercessione della Santissima Madre di Dio a Mary.

Il decanato patriarcale del Turkmenistan o decanato patriarcale delle parrocchie della Chiesa ortodossa russa in Turkmenistan (in russo Патриаршее благочиние приходов Русской православной церкви в Туркменистане?) è una giurisdizione della Chiesa ortodossa russa in Turkmenistan, parte del distretto metropolitano dell'Asia centrale.

## Territorio
Il decanato estende la sua giurisdizione sulle parrocchie russe del Turkmenistan.
Sede decanale è la capitale Aşgabat, dove si trova la cattedrale di San Nicola.
Nel novembre 2024 l'eparchia era suddivisa in 3 distretti pastorali: Aşgabat, Balkanabat e Türkmenabat.

## Storia
Il decanato patriarcale è stato eretto dal Santo Sinodo della Chiesa ortodossa russa il 12 ottobre 2007, ricavandone il territorio dall'eparchia di Tashkent.
Il 27 luglio 2011 è entrato a far parte del distretto metropolitano dell'Asia centrale.